# Grand Prix moto de Malaisie 2023
Le  Grand Prix moto de Malaisie 2023 est la dix-huitième manche du championnat du monde de vitesse moto 2023.
Cette 31e édition du Grand Prix moto de Malaisie s’est déroulé du 10 au 12 novembre 2023 sur le circuit international de Sepang.

## Qualifications

### MotoGP
| Meilleur tour de la session |

| Pos.             | No. | Pilote                | Constructeur | Temps qualifications | Temps qualifications | Grille départ | Ligne |
| Pos.             | No. | Pilote                | Constructeur | Q1                   | Q2                   | Grille départ | Ligne |
| ---------------- | --- | --------------------- | ------------ | -------------------- | -------------------- | ------------- | ----- |
| 1                | 1   | Francesco Bagnaia     | Ducati       | Qualifié en Q2       | 1 min 57 s 491       | 1             | 1     |
| 2                | 89  | Jorge Martín          | Ducati       | Qualifié en Q2       | 1 min 57 s 549       | 2             | 1     |
| 3                | 23  | Enea Bastianini       | Ducati       | 1 min 57 s 911       | 1 min 57 s 590       | 3             | 1     |
| 4                | 73  | Álex Márquez          | Ducati       | Qualifié en Q2       | 1 min 57 s 661       | 4             | 2     |
| 5                | 10  | Luca Marini           | Ducati       | Qualifié en Q2       | 1 min 57 s 787       | 5             | 2     |
| 6                | 72  | Marco Bezzecchi       | Ducati       | Qualifié en Q2       | 1 min 57 s 805       | 6             | 2     |
| 7                | 33  | Brad Binder           | KTM          | Qualifié en Q2       | 1 min 58 s 050       | 7             | 3     |
| 8                | 20  | Fabio Quartararo      | Yamaha       | Qualifié en Q2       | 1 min 58 s 080       | 8             | 3     |
| 9                | 12  | Maverick Viñales      | Aprilia      | Qualifié en Q2       | 1 min 58 s 253       | 9             | 3     |
| 10               | 43  | Jack Miller           | KTM          | Qualifié en Q2       | 1 min 48 s 468       | 10            | 4     |
| 11               | 49  | Fabio Di Giannantonio | Ducati       | 1 min 57 s 491       | 1 min 59 s 211       | 11            | 4     |
| 12               | 5   | Johann Zarco          | Ducati       | Qualifié en Q2       | 2 min 01 s 848       | 12            | 4     |
| 13               | 41  | Aleix Espargaró       | Aprilia      | 1 min 58 s 069       | N/A                  | 13            | 5     |
| 14               | 37  | Augusto Fernández     | KTM          | 1 min 58 s 107       | N/A                  | 14            | 5     |
| 15               | 21  | Franco Morbidelli     | Yamaha       | 1 min 58 s 321       | N/A                  | 15            | 5     |
| 16               | 36  | Joan Mir              | Honda        | 1 min 58 s 440       | N/A                  | 16            | 6     |
| 17               | 44  | Pol Espargaró         | KTM          | 1 min 58 s 555       | N/A                  | 17            | 6     |
| 18               | 25  | Raúl Fernández        | Aprilia      | 1 min 58 s 623       | N/A                  | 18            | 6     |
| 19               | 88  | Miguel Oliveira       | Aprilia      | 1 min 58 s 638       | N/A                  | 19            | 7     |
| 20               | 93  | Marc Márquez          | Honda        | 1 min 58 s 717       | N/A                  | 20            | 7     |
| 21               | 30  | Takaaki Nakagami      | Honda        | 1 min 58 s 886       | N/A                  | 21            | 7     |
| 22               | 19  | Álvaro Bautista       | Ducati       | 1 min 59 s 418       | N/A                  | 22            | 8     |
| 23               | 27  | Iker Lecuona          | Honda        | 1 min 59 s 658       | N/A                  | 23            | 8     |
| Rapport officiel |     |                       |              |                      |                      |               |       |

## Classements MotoGP

### Course Sprint
| Pos.                                                                         | No. | Pilote                | Equipe                       | Constructeur | Tours | Temps/Ecarts    | Grille | Points |
| ---------------------------------------------------------------------------- | --- | --------------------- | ---------------------------- | ------------ | ----- | --------------- | ------ | ------ |
| 1                                                                            | 73  | Álex Márquez          | Gresini Racing MotoGP        | Ducati       | 10    | 19 min 58 s 713 | 4      | 12     |
| 2                                                                            | 89  | Jorge Martín          | Prima Pramac Racing          | Ducati       | 10    | +1 s 589        | 2      | 9      |
| 3                                                                            | 1   | Francesco Bagnaia     | Ducati Lenovo Team           | Ducati       | 10    | +3 s 034        | 1      | 7      |
| 4                                                                            | 23  | Enea Bastianini       | Ducati Lenovo Team           | Ducati       | 10    | +3 s 324        | 3      | 6      |
| 5                                                                            | 33  | Brad Binder           | Red Bull KTM Factory Racing  | KTM          | 10    | +3 s 310        | 7      | 5      |
| 6                                                                            | 43  | Jack Miller           | Red Bull KTM Factory Racing  | KTM          | 10    | +4 s 318        | 10     | 4      |
| 7                                                                            | 72  | Marco Bezzecchi       | Mooney VR46 Racing Team      | Ducati       | 10    | +5 s 307        | 6      | 3      |
| 8                                                                            | 5   | Johann Zarco          | Prima Pramac Racing          | Ducati       | 10    | +5 s 501        | 12     | 2      |
| 9                                                                            | 10  | Luca Marini           | Mooney VR46 Racing Team      | Ducati       | 10    | +6 s 420        | 5      | 1      |
| 10                                                                           | 12  | Maverick Viñales      | Aprilia Racing               | Aprilia      | 10    | +7 s 241        | 9      |        |
| 11                                                                           | 21  | Franco Morbidelli     | Monster Energy Yamaha MotoGP | Yamaha       | 10    | +8 s 775        | 15     |        |
| 12                                                                           | 41  | Aleix Espargaró       | Aprilia Racing               | Aprilia      | 10    | +9 s 995        | 13     |        |
| 13                                                                           | 49  | Fabio Di Giannantonio | Gresini Racing MotoGP        | Ducati       | 10    | +10 s 067       | 11     |        |
| 14                                                                           | 37  | Augusto Fernández     | GasGas Factory Racing Tech3  | KTM          | 10    | +10 s 643       | 14     |        |
| 15                                                                           | 44  | Pol Espargaró         | GasGas Factory Racing Tech3  | KTM          | 10    | +11 S 005       | 17     |        |
| 16                                                                           | 20  | Fabio Quartararo      | Monster Energy Yamaha MotoGP | Yamaha       | 10    | +11 s 911       | 8      |        |
| 17                                                                           | 25  | Raúl Fernández        | CryptoData RNF MotoGP Team   | Aprilia      | 10    | +13 s 591       | 18     |        |
| 18                                                                           | 88  | Miguel Oliveira       | CryptoData RNF MotoGP Team   | Aprilia      | 10    | +15 s 058       | 19     |        |
| 19                                                                           | 30  | Takaaki Nakagami      | LCR Honda Idemitsu           | Honda        | 10    | +16 s 015       | 21     |        |
| 20                                                                           | 27  | Iker Lecuona          | LCR Honda Castrol            | Honda        | 10    | +23 s 484       | 23     |        |
| 21                                                                           | 93  | Marc Márquez          | Repsol Honda Team            | Honda        | 10    | +24 s 930       | 20     |        |
| 22                                                                           | 19  | Álvaro Bautista       | Aruba.it Racing              | Ducati       | 10    | +36 s 501       | 22     |        |
| 23                                                                           | 36  | Joan Mir              | Repsol Honda Team            | Honda        | 10    | +40 s 594       | 16     |        |
| Meilleur tour du sprint : Enea Bastianini (Ducati) – 1 min 58 s 996 (tour 5) |     |                       |                              |              |       |                 |        |        |
| Rapport officiel                                                             |     |                       |                              |              |       |                 |        |        |

### Course principale
| Pos.                                                                     | No. | Pilote                | Equipe                       | Constructeur | Tours | Temps/Ecarts       | Grille | Points |
| ------------------------------------------------------------------------ | --- | --------------------- | ---------------------------- | ------------ | ----- | ------------------ | ------ | ------ |
| 1                                                                        | 23  | Enea Bastianini       | Ducati Lenovo Team           | Ducati       | 20    | 39 min 59 s 137    | 3      | 25     |
| 2                                                                        | 73  | Álex Márquez          | Gresini Racing MotoGP        | Ducati       | 20    | +1 s 535           | 4      | 20     |
| 3                                                                        | 1   | Francesco Bagnaia     | Ducati Lenovo Team           | Ducati       | 20    | +3 s 562           | 1      | 16     |
| 4                                                                        | 89  | Jorge Martín          | Prima Pramac Racing          | Ducati       | 20    | +10 s 526          | 2      | 13     |
| 5                                                                        | 20  | Fabio Quartararo      | Monster Energy Yamaha MotoGP | Yamaha       | 20    | +15 s 000          | 8      | 11     |
| 6                                                                        | 72  | Marco Bezzecchi       | Mooney VR46 Racing Team      | Ducati       | 20    | +16 s 946          | 6      | 10     |
| 7                                                                        | 21  | Franco Morbidelli     | Monster Energy Yamaha MotoGP | Yamaha       | 20    | +18 s 553          | 15     | 9      |
| 8                                                                        | 43  | Jack Miller           | Red Bull KTM Factory Racing  | KTM          | 20    | +19 s 204          | 10     | 8      |
| 9                                                                        | 49  | Fabio Di Giannantonio | Gresini Racing MotoGP        | Ducati       | 20    | +19 s 399          | 11     | 7      |
| 10                                                                       | 10  | Luca Marini           | Mooney VR46 Racing Team      | Ducati       | 20    | +19 s 740          | 5      | 6      |
| 11                                                                       | 12  | Maverick Viñales      | Aprilia Racing               | Aprilia      | 20    | +21 s 189          | 9      | 5      |
| 12                                                                       | 5   | Johann Zarco          | Prima Pramac Racing          | Ducati       | 20    | +23 s 598          | 12     | 4      |
| 13                                                                       | 93  | Marc Márquez          | Repsol Honda Team            | Honda        | 20    | +27 s 079          | 20     | 3      |
| 14                                                                       | 37  | Augusto Fernández     | GasGas Factory Racing Tech3  | KTM          | 20    | +28 s 940          | 14     | 2      |
| 15                                                                       | 44  | Pol Espargaró         | GasGas Factory Racing Tech3  | KTM          | 20    | +29 s 849          | 17     | 1      |
| 16                                                                       | 27  | Iker Lecuona          | LCR Honda Castrol            | Honda        | 20    | +50 s 960          | 23     |        |
| 17                                                                       | 19  | Álvaro Bautista       | Aruba.it Racing              | Ducati       | 20    | +53 s 564          | 22     |        |
| 18                                                                       | 30  | Takaaki Nakagami      | LCR Honda Idemitsu           | Honda        | 20    | +1 min 42 s 162    | 21     |        |
| Ab.                                                                      | 33  | Brad Binder           | Red Bull KTM Factory Racing  | KTM          | 11    | Accident           | 7      |        |
| Ab.                                                                      | 41  | Aleix Espargaró       | Aprilia Racing               | Aprilia      | 8     | Accident           | 13     |        |
| Ab.                                                                      | 25  | Raúl Fernández        | CryptoData RNF MotoGP Team   | Aprilia      | 6     | Problème mécanique | 18     |        |
| Ab.                                                                      | 88  | Miguel Oliveira       | CryptoData RNF MotoGP Team   | Aprilia      | 5     | Accident           | 19     |        |
| Ab.                                                                      | 36  | Joan Mir              | Repsol Honda Team            | Honda        | 4     | Accident           | 16     |        |
| Meilleur tour en course: Álex Márquez (Ducati) – 1 min 58 s 979 (tour 3) |     |                       |                              |              |       |                    |        |        |
| Rapport officiel                                                         |     |                       |                              |              |       |                    |        |        |

## Classement Moto2
| Pos.                                                                           | No. | Pilote                  | Constructeur | Tours | Temps/Ecarts    | Grille | Points |
| ------------------------------------------------------------------------------ | --- | ----------------------- | ------------ | ----- | --------------- | ------ | ------ |
| 1                                                                              | 54  | Fermín Aldeguer         | Boscoscuro   | 17    | 36 min 04 s 378 | 1      | 25     |
| 2                                                                              | 37  | Pedro Acosta            | Kalex        | 17    | +7 s 128        | 6      | 20     |
| 3                                                                              | 24  | Marcos Ramírez          | Kalex        | 17    | +9 s 558        | 5      | 16     |
| 4                                                                              | 79  | Ai Ogura                | Kalex        | 17    | +9 s 992        | 13     | 13     |
| 5                                                                              | 96  | Jake Dixon              | Kalex        | 17    | +11 s 652       | 8      | 11     |
| 6                                                                              | 35  | Somkiat Chantra         | Kalex        | 17    | +13 s 675       | 9      | 10     |
| 7                                                                              | 22  | Sam Lowes               | Kalex        | 17    | +15 s 200       | 11     | 9      |
| 8                                                                              | 16  | Joe Roberts             | Kalex        | 17    | +18 s 482       | 10     | 8      |
| 9                                                                              | 75  | Albert Arenas           | Kalex        | 17    | +20 s 004       | 16     | 7      |
| 10                                                                             | 7   | Barry Baltus            | Kalex        | 17    | +21 s 576       | 14     | 6      |
| 11                                                                             | 52  | Jeremy Alcoba           | Kalex        | 17    | +23 s 489       | 21     | 5      |
| 12                                                                             | 17  | Álex Escrig             | Forward      | 17    | +25 s 794       | 21     | 4      |
| 13                                                                             | 14  | Tony Arbolino           | Kalex        | 17    | +25 s 940       | 7      | 3      |
| 14                                                                             | 12  | Filip Salač             | Kalex        | 17    | +29 s 853       | 18     | 2      |
| 15                                                                             | 71  | Dennis Foggia           | Kalex        | 17    | +29 s 923       | 19     | 1      |
| 16                                                                             | 23  | Taiga Hada              | Kalex        | 17    | +32 s 681       | 17     |        |
| 17                                                                             | 64  | Bo Bendsneyder          | Kalex        | 17    | +33 s 361       | 22     |        |
| 18                                                                             | 84  | Zonta van den Goorbergh | Kalex        | 17    | +38 s 800       | 20     |        |
| 19                                                                             | 67  | Sean Dylan Kelly        | Forward      | 17    | +41 s 799       | 27     |        |
| 20                                                                             | 33  | Rory Skinner            | Kalex        | 17    | +44 s 758       | 26     |        |
| 21                                                                             | 9   | Mattia Casadei          | Kalex        | 17    | +53 s 217       | 30     |        |
| 22                                                                             | 21  | Alonso López            | Boscoscuro   | 17    | +58 s 554       | 15     |        |
| 23                                                                             | 32  | Helmi Azman             | Kalex        | 17    | +1 min 09 s 940 | 31     |        |
| 24                                                                             | 3   | Lukas Tulovic           | Kalex        | 17    | +1 min 20 s 633 | 24     |        |
| 25                                                                             | 11  | Sergio García           | Kalex        | 16    | +1 tour         | 12     |        |
| Ab.                                                                            | 20  | Azroy Anuar             | Kalex        | 8     | Accident        | 29     |        |
| Ab.                                                                            | 13  | Celestino Vietti        | Kalex        | 8     | Accident        | 2      |        |
| Ab.                                                                            | 40  | Arón Canet              | Kalex        | 5     | Accident        | 4      |        |
| Ret                                                                            | 18  | Manuel González         | Kalex        | 5     | Accident damage | 3      |        |
| Ab.                                                                            | 5   | Kohta Nozane            | Kalex        | 4     | Accident        | 28     |        |
| Ab.                                                                            | 28  | Izan Guevara            | Kalex        | 2     | Accident        | 25     |        |
| DNS                                                                            | 15  | Darryn Binder           | Kalex        |       | Non partant     | 32     |        |
| Meilleur tour en course: Fermín Aldeguer (Boscoscuro) – 2 min 06 s 151 (lap 3) |     |                         |              |       |                 |        |        |
| Rapport officiel                                                               |     |                         |              |       |                 |        |        |

## Classement Moto3
| Pos.                                                                        | No. | Pilote             | Constructeur | Tours | Temps/Ecarts    | Grille | Points |
| --------------------------------------------------------------------------- | --- | ------------------ | ------------ | ----- | --------------- | ------ | ------ |
| 1                                                                           | 95  | Collin Veijer      | Husqvarna    | 15    | 33 min 30 s 072 | 2      | 25     |
| 2                                                                           | 71  | Ayumu Sasaki       | Husqvarna    | 15    | +0 s 066        | 5      | 20     |
| 3                                                                           | 5   | Jaume Masià        | Honda        | 15    | +0 s 328        | 1      | 16     |
| 4                                                                           | 48  | Iván Ortolá        | KTM          | 15    | +6 s 830        | 4      | 13     |
| 5                                                                           | 44  | David Muñoz        | KTM          | 15    | +6 s 878        | 8      | 11     |
| 6                                                                           | 31  | Adrián Fernández   | Honda        | 15    | +7 s 191        | 18     | 10     |
| 7                                                                           | 43  | Xavier Artigas     | CFMoto       | 15    | +7 s 354        | 13     | 9      |
| 8                                                                           | 66  | Joel Kelso         | CFMoto       | 15    | +7 s 400        | 7      | 8      |
| 9                                                                           | 7   | Filippo Farioli    | KTM          | 15    | +11 s 175       | 16     | 7      |
| 10                                                                          | 6   | Ryusei Yamanaka    | Gas Gas      | 15    | +11. s 87       | 12     | 6      |
| 11                                                                          | 18  | Matteo Bertelle    | Honda        | 15    | +11 s 441       | 3      | 5      |
| 12                                                                          | 53  | Deniz Öncü         | KTM          | 15    | +14 s 095       | 9      | 4      |
| 13                                                                          | 21  | Vicente Pérez      | KTM          | 15    | +14 s 490       | 17     | 3      |
| 14                                                                          | 19  | Scott Ogden        | Honda        | 15    | +15 s 600       | 22     | 2      |
| 15                                                                          | 70  | Joshua Whatley     | Honda        | 15    | +17 s 148       | 27     | 1      |
| 16                                                                          | 82  | Stefano Nepa       | KTM          | 15    | +17 s 195       | 26     |        |
| 17                                                                          | 20  | Lorenzo Fellon     | KTM          | 15    | +17 s 251       | 24     |        |
| 18                                                                          | 38  | David Salvador     | KTM          | 15    | +35 s 410       | 23     |        |
| 19                                                                          | 64  | Mario Aji          | Honda        | 15    | +35 s 517       | 19     |        |
| 20                                                                          | 63  | Syarifuddin Azman  | KTM          | 15    | +55 s 108       | 28     |        |
| Ab.                                                                         | 99  | José Antonio Rueda | KTM          | 12    | Accident        | 6      |        |
| Ab.                                                                         | 27  | Kaito Toba         | Honda        | 11    | Accident        | 25     |        |
| Ab.                                                                         | 80  | David Alonso       | Gas Gas      | 5     | Accident        | 21     |        |
| Ab.                                                                         | 10  | Diogo Moreira      | KTM          | 4     | Collision       | 10     |        |
| Ab.                                                                         | 54  | Riccardo Rossi     | Honda        | 4     | Collision       | 14     |        |
| Ab.                                                                         | 96  | Daniel Holgado     | KTM          | 4     | Collision       | 15     |        |
| Ab.                                                                         | 72  | Taiyo Furusato     | Honda        | 4     | Accident        | 20     |        |
| Ab.                                                                         | 55  | Romano Fenati      | Honda        | 3     | Accident        | 11     |        |
| Meilleur tour en course: Ayumu Sasaki (Husqvarna) – 2 min 12 s 268 (tour 2) |     |                    |              |       |                 |        |        |
| Rapport officiel                                                            |     |                    |              |       |                 |        |        |

## Classements provisoires aux Championnats
Seule le top5 de chaque championnat a l’issue du Grand Prix est présenté ici,,.

### MotoGP
|   | Pos. | Pilote            | Points |
| - | ---- | ----------------- | ------ |
|   | 1    | Francesco Bagnaia | 412    |
|   | 2    | Jorge Martín      | 398    |
|   | 3    | Marco Bezzecchi   | 323    |
|   | 4    | Brad Binder       | 254    |
| 1 | 5    | Johann Zarco      | 200    |

|   | Pos. | Constructeur | Points |
| - | ---- | ------------ | ------ |
|   | 1    | Ducati       | 626    |
|   | 2    | KTM          | 334    |
|   | 3    | Aprilia      | 292    |
| 1 | 4    | Yamaha       | 176    |
| 1 | 5    | Honda        | 169    |

|   | Pos. | Equipe                      | Points |
| - | ---- | --------------------------- | ------ |
|   | 1    | Prima Pramac Racing         | 598    |
| 1 | 2    | Ducati Lenovo Team          | 498    |
| 1 | 3    | Mooney VR46 Racing Team     | 494    |
|   | 4    | Red Bull KTM Factory Racing | 410    |
|   | 5    | Aprilia Racing              | 373    |

### Moto2
|   | Pos. | Pilote          | Points |
| - | ---- | --------------- | ------ |
|   | 1    | Pedro Acosta    | 320.5  |
|   | 2    | Tony Arbolino   | 240.5  |
|   | 3    | Jake Dixon      | 183    |
| 2 | 4    | Fermín Aldeguer | 162    |
| 1 | 5    | Arón Canet      | 159    |

|  | Pos. | Constructeur | Points |
|  | ---- | ------------ | ------ |
|  | 1    | Kalex        | 422.5  |
|  | 2    | Boscoscuro   | 236    |
|  | 3    | Forward      | 5      |

|  | Pos. | Equipe                   | Points |
|  | ---- | ------------------------ | ------ |
|  | 1    | Red Bull KTM Ajo         | 399.5  |
|  | 2    | Elf Marc VDS Racing Team | 331.5  |
|  | 3    | Beta Tools Speed Up      | 289    |
|  | 4    | Idemitsu Honda Team Asia | 273    |
|  | 5    | Pons Wegow Los40         | 243    |

### Moto3
|  | Pos. | Pilotes        | Points |
|  | ---- | -------------- | ------ |
|  | 1    | Jaume Masià    | 246    |
|  | 2    | Ayumu Sasaki   | 233    |
|  | 3    | David Alonso   | 205    |
|  | 4    | Daniel Holgado | 205    |
|  | 5    | Deniz Öncü     | 195    |

|  | Pos. | Constructeur | Points |
|  | ---- | ------------ | ------ |
|  | 1    | KTM          | 362    |
|  | 2    | Honda        | 297    |
|  | 3    | Husqvarna    | 272    |
|  | 4    | Gas Gas      | 229    |
|  | 5    | CFMoto       | 100    |

|   | Pos. | Equipe                         | Points |
| - | ---- | ------------------------------ | ------ |
|   | 1    | Liqui Moly Husqvarna Intact GP | 363    |
| 1 | 2    | Leopard Racing                 | 318    |
| 1 | 3    | Red Bull KTM Ajo               | 306    |
|   | 4    | Gaviota GasGas Aspar Team      | 282    |
|   | 5    | Angeluss MTA Team              | 270    |